# Art fractal

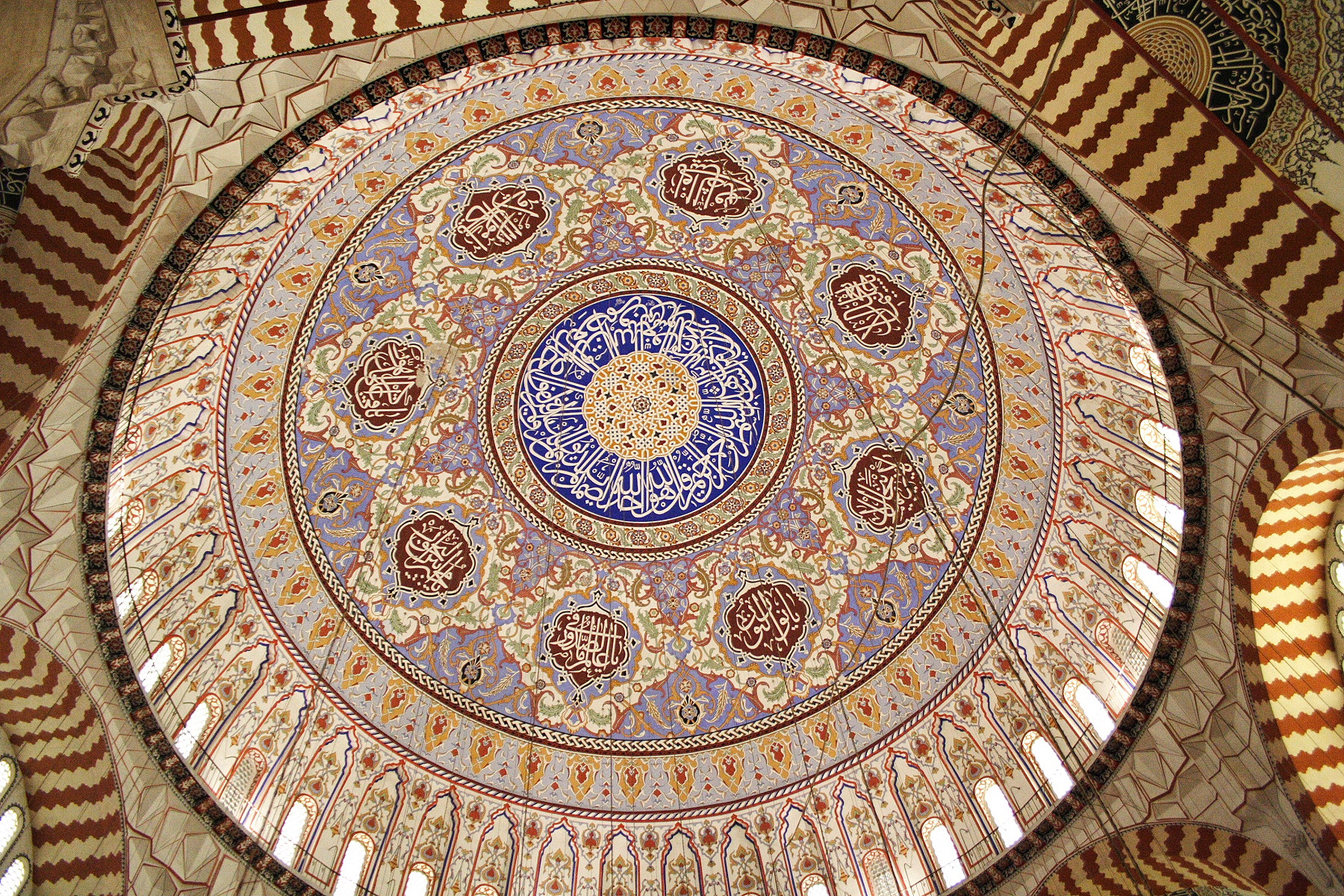
Des motifs géométriques islamiques tels que celui-ci pourraient avoir préfiguré l'art fractal, comme sur le dôme principal de la mosquée Selimiye à Edirne, en Turquie, avec des motifs autosimilaires.

L'art fractal est une forme d'art algorithmique qui consiste à produire des images, des animations et même des musiques à partir d'objets fractals. L'art fractal s'est développé à partir du milieu des années 1980.  
C'est un genre d'art numérique. L'ensemble de Julia, l'ensemble de Mandelbrot et maintenant le Mandelbulb et la Mandelbox peuvent être considérés comme les icônes de l'art fractal.  
L'art fractal est rarement dessiné ou peint à la main, mais plutôt créé à l'aide d'ordinateurs, lesquels sont en effet capables de calculer des fonctions fractales et d'engendrer des images à partir de ces dernières. C'est d'ailleurs l'apparition des ordinateurs qui a permis le développement de cet art, car il demande une grosse puissance de calcul.  

Les programmes générateurs d'images fractales fonctionnent habituellement en trois étapes : le réglage des paramètres qui encadrent la génération de l'image, l'exécution des calculs et enfin l'application des résultats à un plan pour générer une image. Pour une animation, l'opération devra être répétée pour chaque image générée. Dans certains cas, d'autres logiciels graphiques sont ensuite utilisés pour modifier l'image produite : c'est la postproduction. Des images non fractales peuvent aussi être intégrées à l'œuvre.

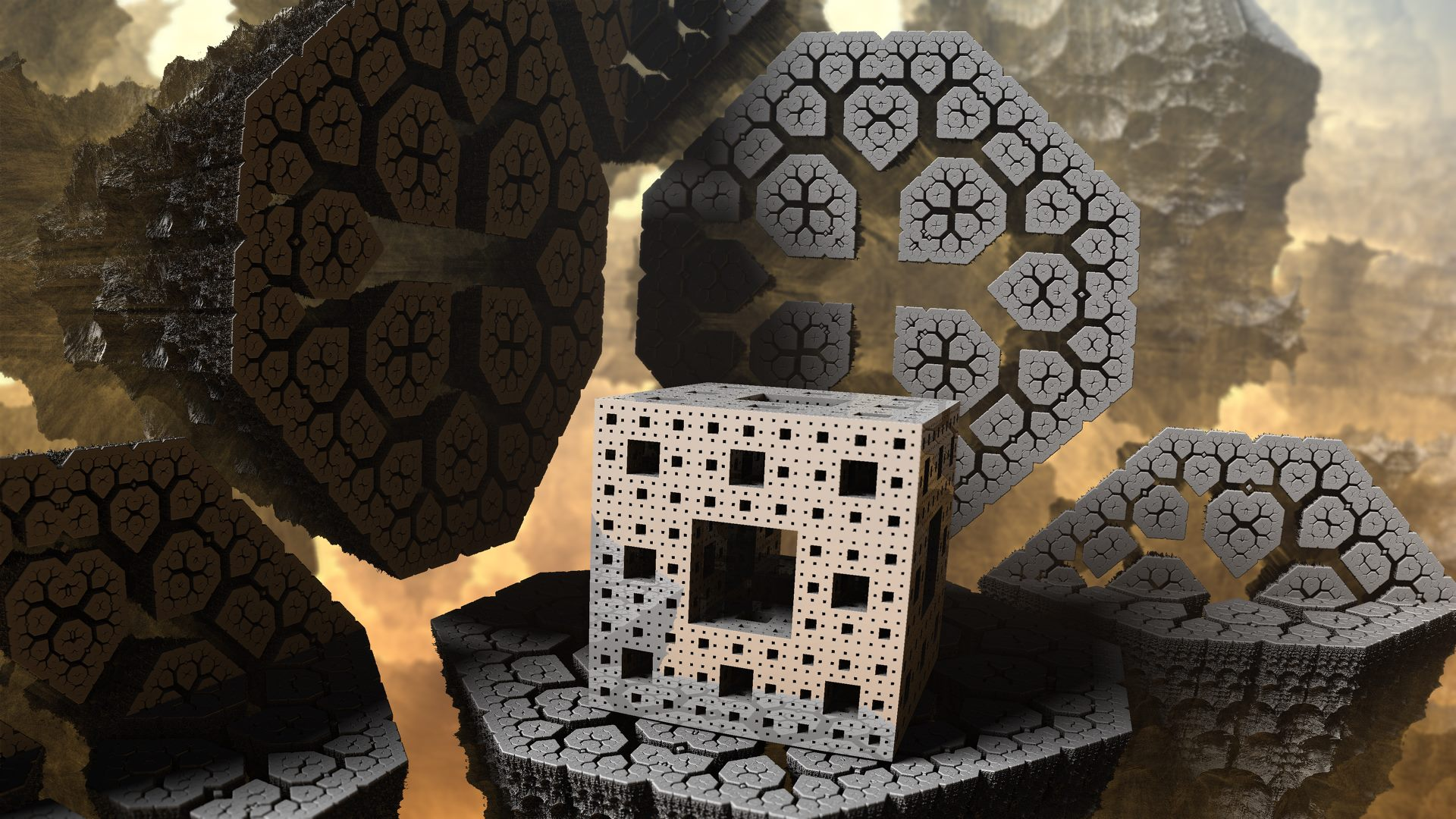
"Lost Menger Sponge" par Marc Vanlindt

Les fractales sont générées en utilisant la méthode itérative pour résoudre des équations non linéaires ou des équations polynomiales.

L'augmentation de la puissance des ordinateurs a permis la création de logiciels permettant le calcul d'images tridimensionnelles en image de synthèse proposant ainsi les fonctions et effets habituellement réservés aux logiciels de modélisation tridimensionnelle classiques (lumières, lumières volumétriques, flou de profondeur, atmosphère, réflexion/réfraction de certains matériaux, textures, ...).

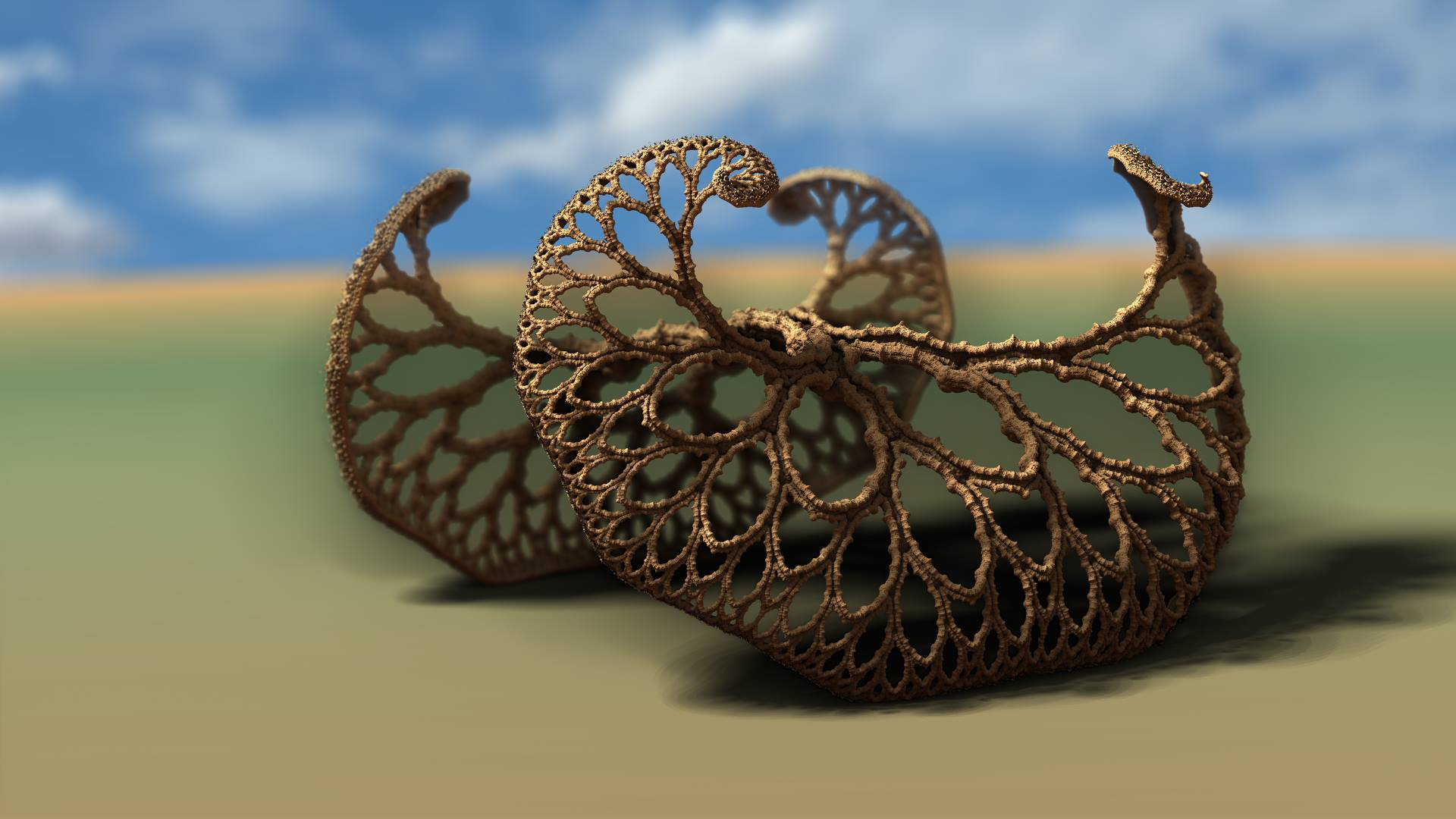
"Fractal Dead Tree" par Marc Vanlindt

La démarche artistique pour créer une fractale en 3D est la même que pour une fractale en 2D. Le fait que Kerry Mitchell (en) ait écrit que l'art fractal était "un sous-groupe de l'art visuel bidimensionnel" ne signifie donc pas que les réalisations faites en 3D ne sont pas de l'art fractal mais que les fractales 3D n'existaient tout simplement pas encore en 1999 car la puissance des ordinateurs de l'époque ne le permettait pas et que personne n'avait encore produit une version tridimensionnelle de l'ensemble de Mandelbrot.

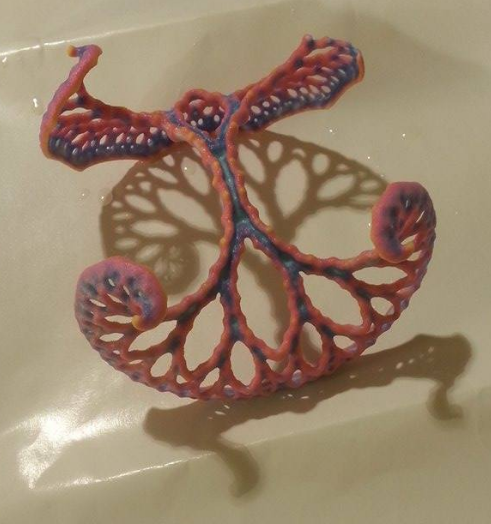
Impression 3D "Fractal Dead Tree"

## Types
Les fractales apparentées à l'art fractal peuvent être divisées en différents groupes, ou catégories : 
- les fractales dérivées de la géométrie, générées en utilisant des transformations itératives sur une figure initiale simple, comme un segment (la poussière de Cantor ou le flocon de Koch), un triangle (le triangle de Sierpiński), ou un cube (l'éponge de Menger). Les premières figures fractales découvertes à la fin du XIXe siècle et au début du XXe siècle appartiennent à ce groupe ;
- les ensembles fractals, comme l'ensemble de Mandelbrot, l'ensemble de Julia ou la fractale de Liapounov ;
- les systèmes de fonctions itérées ;
- les attracteurs ;
- les flammes fractales (en) ;
- les fractales appartenant au système de Lindenmayer, ou L-Système, comme les plantes fractales ;
- les fractales créées en itérant des polynômes complexes : sans doute les fractales les plus spéctaculaires ;
- les fractales de Newton ;
- les fractales quaternioniques et (récemment) hypernioniques[5] ;
- les terrains fractales[6] ;
- les fractales 3D (Mandelbulb, Mandelbox, Menger Sponge, Cube de Jerusalem, Tricorn, ...)

L'« expressionnisme fractal » est un terme utilisé pour différencier l'art fractal de l'art visuel traditionnel qui incorpore des éléments fractals comme des autosimilarités. Un exemple d'expressionnisme fractal est les motifs de gouttes de Jackson Pollock. Ils ont été analysés et ils contiennent une dimension fractale qu'on a attribuée à sa technique.

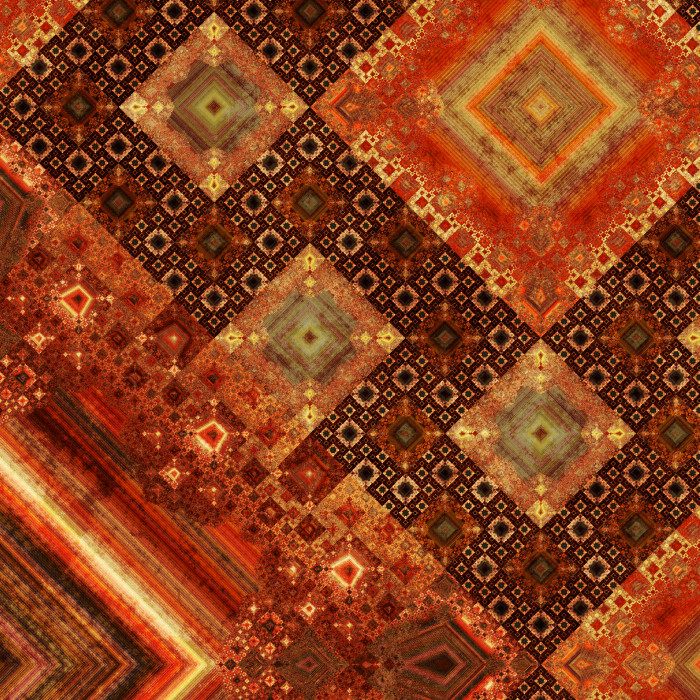
Une fractale du mot de Fibonacci.

## Techniques

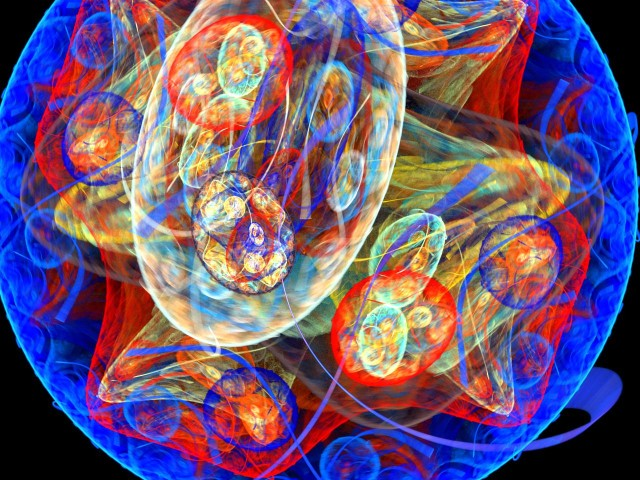
Une image fractale générée avec Electric Sheep.

Toutes sortes de fractales ont été utilisées comme base pour l'art numérique. Des images colorées en haute qualité graphique sont devenues de plus en plus accessibles dans les laboratoires de recherche scientifique dans les années 1980. Des formes d'art scientifique, comme l'art fractal, se sont développées séparément de la culture dominante. En commençant par des images montrant les détails de fractales bidimensionnelles comme l'ensemble de Mandelbrot, les fractales ont trouvé des applications artistiques dans de nombreux domaines, aussi variés de la génération de texture, la simulation de pousse de plante et la génération de paysages.
Les fractales sont parfois combinées avec des algorithmes évolutionnistes, soit en choisissant itérativement des spécimens jugés beaux dans un ensemble de variation aléatoire d'une œuvre fractale et en produisant ensemble de nouvelles variations, pour éviter d'obtenir des résultats incertains ou peu satisfaisants, ou collectivement, comme dans le projet Electric Sheep (en), où les gens utilisent des flammes fractales réalisées grâce au calcul distribué comme écran de veille. Ils peuvent ensuite « noter » les flammes fractales qu'ils voient et ces notes influencent le serveur qui adapte l'algorithme pour réduire les chances d'obtenir des flammes fractales jugées indésirables et augmenter les chances d'obtenir des flammes fractales désirables. Ce projet est donc une œuvre d'art générée par ordinateur et créée par une communauté entière.
Beaucoup d'images fractales sont admirées pour l'harmonie que les gens y perçoivent. Ce résultat est souvent réussi grâce aux motifs émergeant de l'équilibre entre ordre et chaos. Des qualités similaires ont été décrites dans les peintures chinoises et les penjings.

## Principaux logiciels
De nombreux programmes existent pour générer des fractales 2D ou 3D, cela étant la seule tâche que ces logiciels réalisent. Les principaux sont Fractint, Sterling ou XaoS.

### Autres
De nombreux autres logiciels permettent de réaliser des fractales bien que ce ne soit pas le but premier. 
Nous[Qui ?] retrouvons dans cette catégories tous les logiciels proposant de passer par un langage de programmation pour réaliser son objet.
Les principaux logiciels proposant cette possibilité sont : 
- Autocad : proposant l'utilisation du langage LISP
- Blender : proposant l'utilisation du Python
- FreeCAD : proposant l'utilisation du Python
- OpenSCAD : ayant son propre langage, sans nom officiel actuellement.

La plupart des logiciels vectoriels (Inkscape, Illustrator, CorelDraw, ...) proposent également maintenant des outils de fractalisation (Koch, système de Lindemayer, fractalisation de vecteur, ...)

## Paysages
Pour un article plus général, voir Terrain fractal.
La première image fractale destinée à être une œuvre d'art fut probablement la couverture du Scientific American en août 1985. Cette image montrait un paysage formé de la fonction potentielle du domaine hors de l'ensemble de Mandelbrot habituel. Néanmoins, comme la fonction potentielle croît rapidement près de la limite de l'ensemble de Mandelbrot, il fut nécessaire pour le créateur de laisser le paysage grandir vers le bas, pour qu'il semble que l'ensemble est un plateau au sommet d'une montagne avec des flancs abrupts. La même technique fut utilisée un an plus tard dans The Beauty of Fractals (en) de Heinz-Otto Peitgen (en) et Peter Richter (de). Ils fournirent une formule pour estimer la distance d'un point hors de l'ensemble de Mandelbrot à la limite de l'ensemble de Mandelbrot (et une formule similaire pour l'ensemble de Julia). Des paysages peuvent, par exemple être formés par la fonction distance d'une famille d'itérations de la forme {\displaystyle z^{2}+az^{4}+c}.

## Artistes

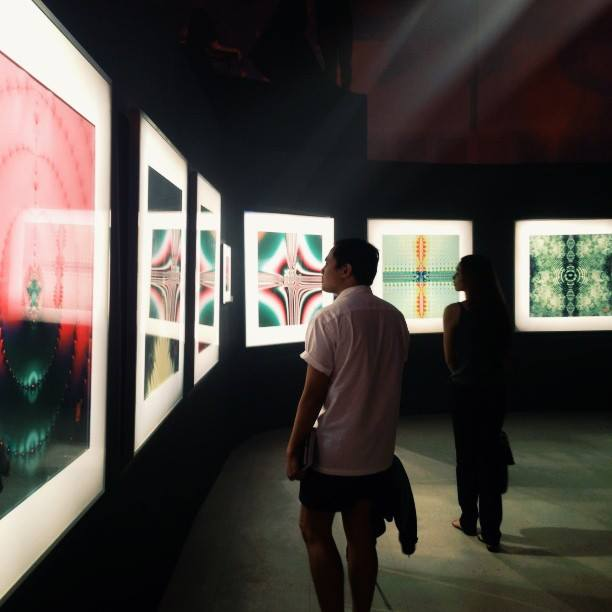
Exposition d'art fractal de l'artiste Medge Olivares à White Space (Makati).

L'artiste britannique William Latham a utilisé la géométrie fractale et d'autres graphiques générés par ordinateur dans ses travaux. Greg Sams a utilisé des images fractales dans des cartes postales, des T-shirts et des textiles. L'Américain Vicky Brago-Mitchell a créé des œuvres d'art fractal qui sont apparues dans des expositions et sur des couvertures de magazines. Scott Draves est crédité pour avoir inventé les flammes fractales. Carlos Ginzburg a exploré l'art fractal et développé un concept appelé "homo fractalus" qui est basé sur l'idée que l'humain est la fractale ultime.

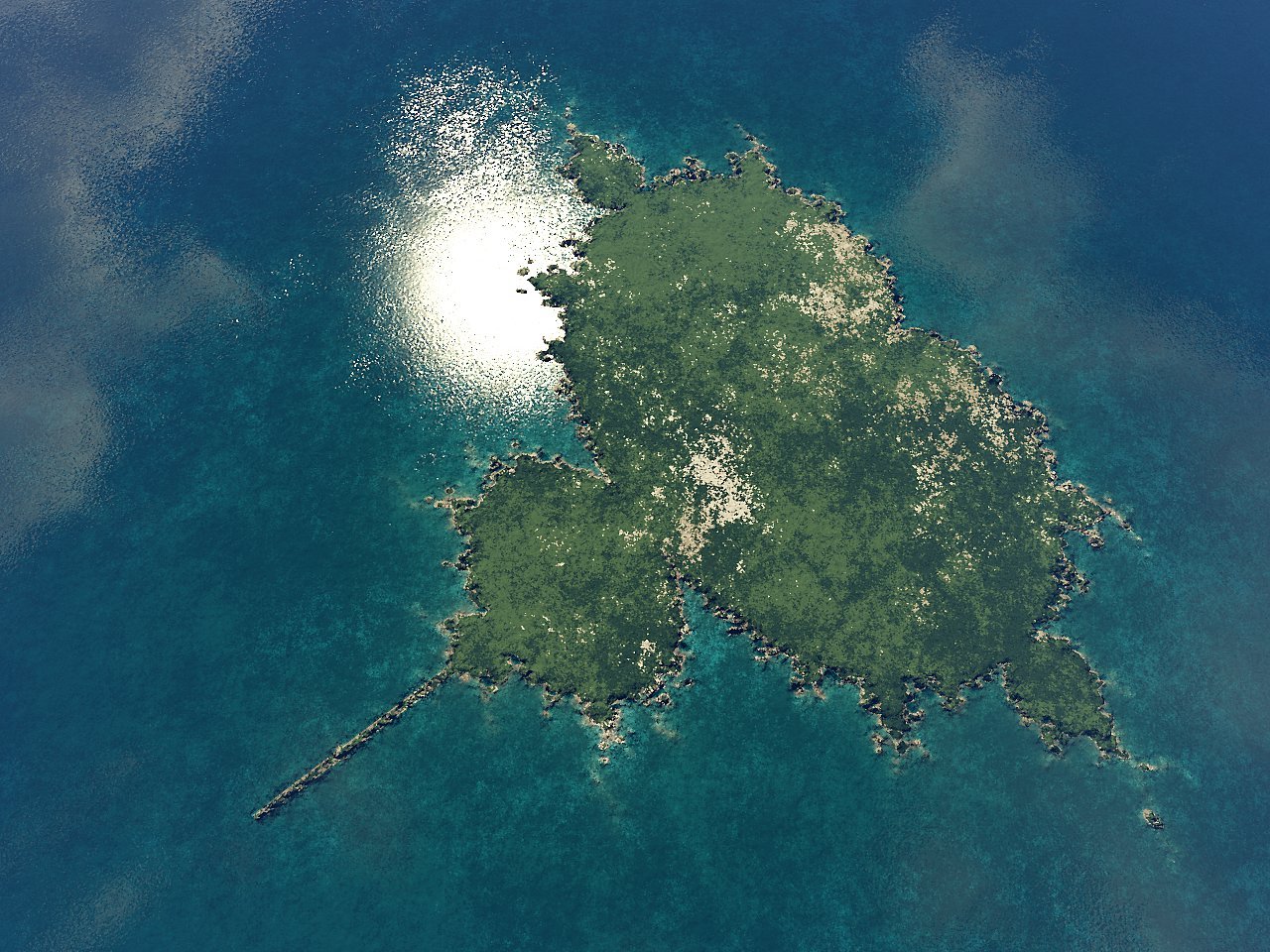
Un paysage 3D généré avec Terragen, utilisant l'ensemble de Mandelbrot.

Demeure Fractale réalisée par Jean-Claude Meynard - Pôle Culturel de Brignoles, Var, France

L'artiste français, Jean-Claude Meynard, signataire avec Carlos Ginzburg du Manifeste fractaliste publié par la revue Art Press en 1997, utilise la géométrie fractale pour explorer la complexité du réel, ses univers proliférants et labyrinthiques, à travers des œuvres picturales, sculpturales et numériques. Il crée également, selon le processus de réplication fractale, des bouleversements architecturaux nommés: " Demeures Fractales ". Éphémères par destination, ces " Demeures Fractales " ont fait l'objet de nombreux films dont un film majeur : " L'Escalier Fractal - un Manifeste Fractal " . Dans son dernier livre : L'Animal fractal que je suis, J-C. Meynard nous propose de reconfigurer, avec la géométrie fractale comme outil de connaissance, notre vision du monde. 
Le Néo-zélandais Merrin Parkers est spécialisé dans l'art fractal.
Kerry Mitchell (en) a écrit un Manifeste de l'art fractal, déclarant que « L'art fractal est un sous-groupe de l'art visuel bidimensionnel et est similaire en beaucoup d'aspects à la photographie, une autre forme d'art qui a été accueillie avec beaucoup de scepticisme à ses débuts.
Les images fractales sont la plupart du temps imprimées, ce qui amène l'artiste fractal au même niveau que les peintres, les photographes et les graveurs.
Les fractales existent nativement en tant qu'images électroniques. C'est un format que les artistes visuels traditionnels embrassent de plus en plus, ce qui les amène vers le monde digital de l'art fractal. Générer des fractales peut aussi être une tentative artistique, une recherche mathématique, ou juste une distraction. Néanmoins, l'art fractal est clairement différent des autres activités digitales de par ce qu'il est, et de par ce qu'il n'est pas. » Selon Mitchell, l'art fractal n'est pas un art seulement automatisé par ordinateur, qui manque de règle, imprévisible ou quelque chose que n'importe accédant à un ordinateur peut faire bien. Mais il considère l'art fractal comme expressif, créatif, et demandant une entrée, un effort et une intelligence. Mais plus important : « l'art fractal est simplement ce qui est créé par les artistes fractals : de l'ART. »
En 1982, la société Industrial Light & Magic, société fondée par George Lucas, utilisera pour la première fois des fractales générées par ordinateur dans un film : Star Trek 2 : La Colère de Khan afin de créer différents décors du film.

## Expositions

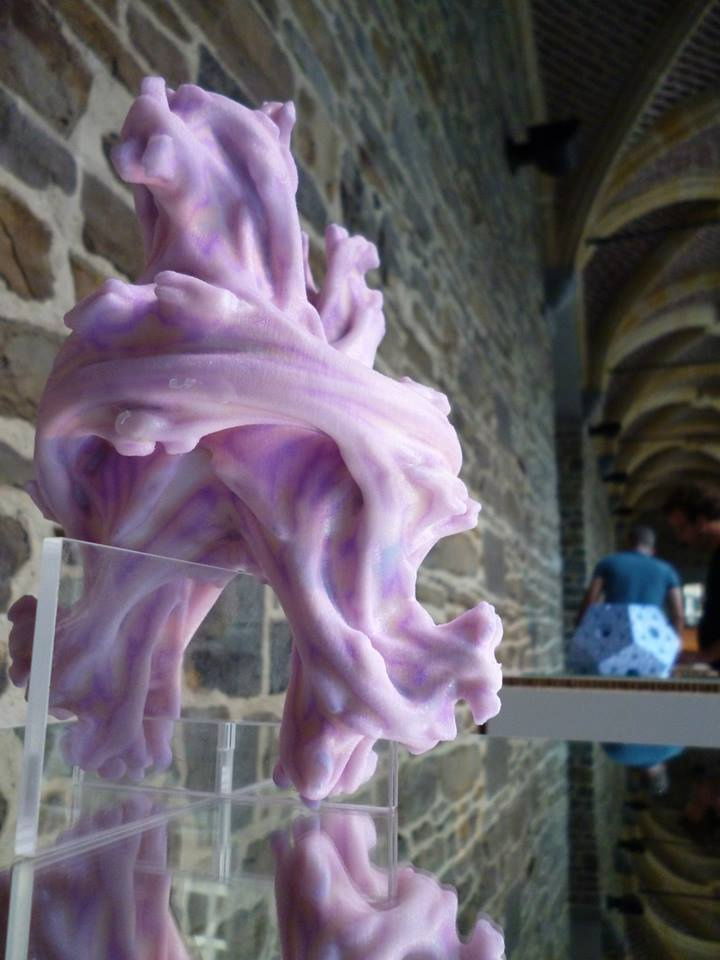
Tricorn par l'artiste liégeois Marc Vanlindt lors de l'exposition FAB.What 2014 au Musée de la Vie Wallonne

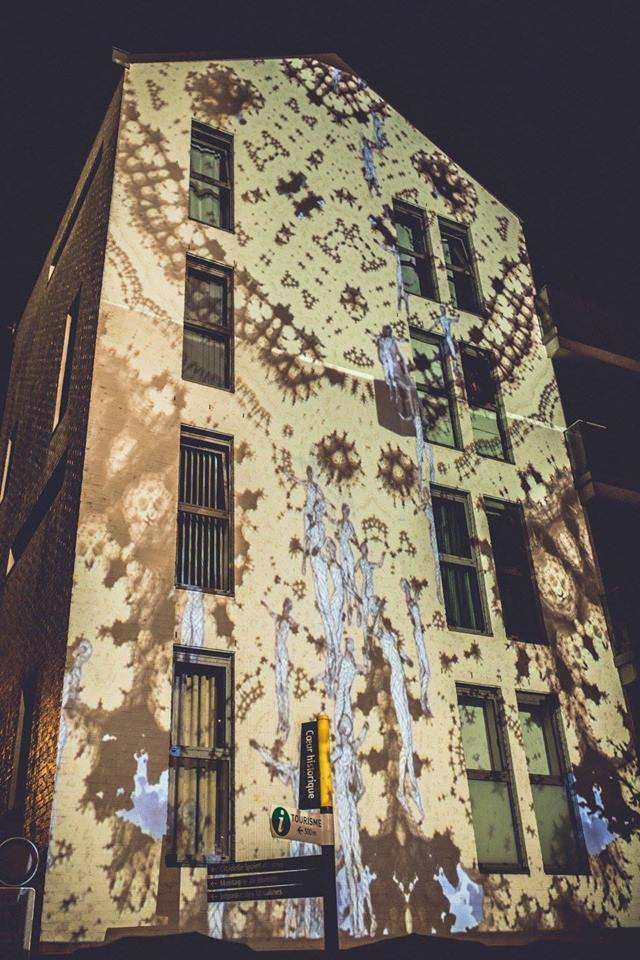
Vidéo mapping fractal réalisé à Liège par l'artiste Gyuri Macsai

Des œuvres d'art fractal ont été exposées dans des galeries d'art internationales majeures. Une des premières expositions d'art fractal fut Map Art, une exposition itinérante montrant les travaux de chercheurs de l'université de Brême. Les mathématiciens Heinz-Otto Peitgen et Peter Richter ont ainsi découvert que le public non seulement trouvait les images plaisantes d'un point de vue esthétique, mais voulait aussi comprendre le contexte scientifique de ces images.
En 1989, les fractales furent une partie du sujet d'une exposition artistique appelée Strange Attractors: Signs of Chaos au New Museum of Contemporary Art. L'exposition fut constituée de photographies, d'installations et de sculptures conçues pour amener plus de discussions scientifiques autour de ce champ qui avait déjà capté l'attention du public grâce à ses images informatiques complexes et pleines de couleurs.
Le 2 décembre 1994 eut lieu une des premières expositions fractales en France, galerie de l'Étoile à Paris, sous l'impulsion de Mabel Semmler et de l'historien et critique d'art Henri-François Debailleux. Intitulée Tohu-Bohu, esthétiques de la complexité fractale, cette exposition a regroupé des artistes internationaux comme Nachume Miller (en), Carlos Ginzburg, Jean-Claude Meynard, Joseph Nechvatal… ; une conférence-débat sur la complexité fractale dans l'art eut lieu à cette occasion qui réunit Michel Maffesoli, Susan Condé (auteure du livre : La Fractalité dans l'Art Contemporain avec un avant-propos d'Edgar Morin) et le philosophe esthéticien Jean-Claude Chirollet (auteur de l'essai Art fractaliste — La complexité du regard). 
Les possibilités grandissantes de l'informatique et la qualité des logiciels générant ce type de forme ont multiplié les expositions à travers le monde et les formes possibles d'utilisation. 
En octobre 2014, l'ASBL ETNIK'Art, en partenariat avec le musée de la vie wallonne, organisa l'exposition FAB.What, cherchant à promouvoir les arts numériques et l'utilisation des tiers-lieux pour la réalisation des œuvres. Dans le cadre de cette exposition furent présentées plusieurs créations fractales 3D imprimées en plâtre par technique additive réalisées par l'artiste liégeois Marc Vanlindt. 
En octobre 2016, dans le cadre du BAM Festival de Liège, l'artiste liégeois Gyuri Macsai créa une animation fractale 3D qui fut projetée par technique de vidéo-mapping sur la façade d'un immeuble de la ville. 
De novembre 2018 à mars 2019, l’artiste plasticien, Jean-Claude Meynard, expose ses Chants fractals en France et aux États-Unis. Conçues en " correspondance " avec des partitions musicales, les œuvres ne sont plus limitées à leur seule forme plastique, elles sont augmentées d'une musique, et d'un film qui, réalisé par l'artiste, dévoile leur processus de création. Musique et film sont intégrés dans l'œuvre via un QR code que l'on scanne pour découvrir, in vivo, la construction des œuvres de métamorphoses en métamorphoses, passant de l'humain, à l'animal, au musical. 